# 椎名正健
椎名 正健（しいな まさたけ、1889年（明治22年）5月9日 - 1955年（昭和30年）12月29日）は、大日本帝国陸軍軍人。最終階級は陸軍中将。

## 経歴
1889年（明治22年）に千葉県で生まれた。陸軍士官学校第22期卒業。1936年（昭和11年）に深山重砲兵連隊長に就任し、1937年（昭和12年）に陸軍砲兵大佐に進級した。1938年（昭和13年）5月に阿城重砲兵連隊長、12月に第4軍兵器部長を歴任した。1939年（昭和14年）8月に陸軍少将に進級し、10月に陸軍工科学校長に就任した。
1941年（昭和16年）に西部軍砲兵隊長に転じ、1942年（昭和17年）に釜山要塞司令官、1943年（昭和18年）2月に兼釜山陸軍軍需輸送統制部長、同年6月に第7砲兵隊司令官を歴任。1944年（昭和19年）に陸軍中将に進級し、留守第20師団長に就任した。1945年（昭和20年）に朝鮮に転出した第111師団の残置兵馬を元に編成された、関東軍隷下の第124師団長に親補される。穆棱で終戦。
1948年（昭和23年）1月31日、公職追放仮指定を受けた。